# Eldar & Nigar
Eldar & Nigar, duet iz Azerbajdžana,  čine pjevač Eldar Gasimov i pjevačica Nigar Jamal. Kao predstavnici svoje zemlje, s pjesmom Running Scared i 221 bodom pobjednici su Pjesme Eurovizije 2011., koja je održana 14. svibnja 2011. godine u njemačkom gradu Düsseldorfu.

### Eurovizija 2011.
Eldar Gasimov i Nigar Jamal postali su duo neposredno prije natjecanja na Milli Seçim Turu 2011., azerbajdžanskom nacionalnom izboru za Pjesmu Eurovizije. Od samih početaka govorilo se kako će samo jedan od finalista predstavljati Azerbajdžan na izboru za Pjesmu Eurovizije 2011., no na posljetku su oboje otišli u Njemačku. Kao solo izdvođači oboje su na sceni od 2010. godine. Svojom pobjedom omogućili su Azerbajdžanu da budu domaćini Pjesme Eurovizije 2012.

## Vanjske poveznice
- Službena stranica na Eurovision 2011 u Düsseldorfu